# Engrish

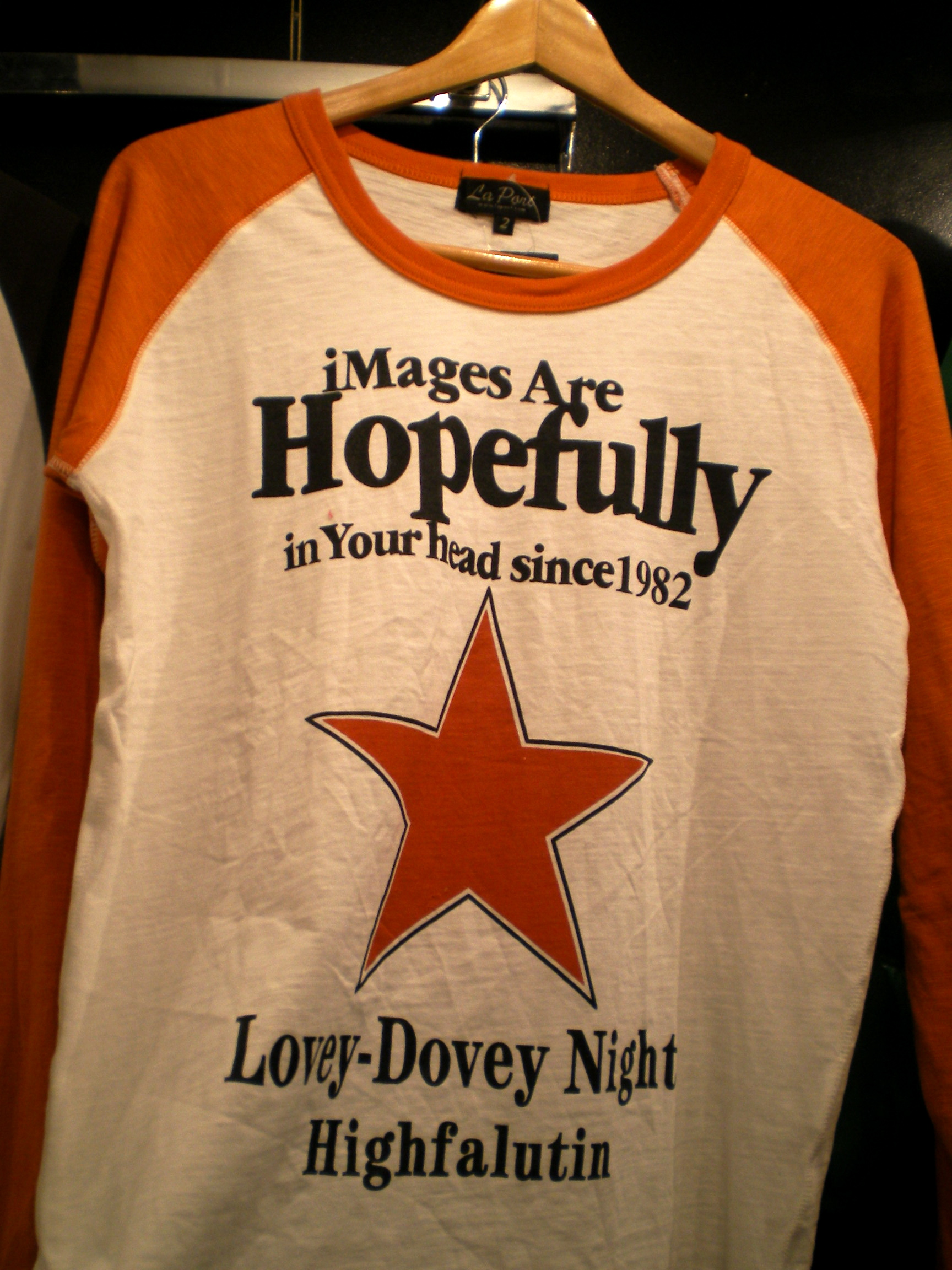
Uma camisa em Quioto (2008). O texto em inglês foi adicionado para fins estéticos, mas não tem um significado compreensível em inglês. (Tradução: "Imagens estão esperançosamente na sua cabeça").

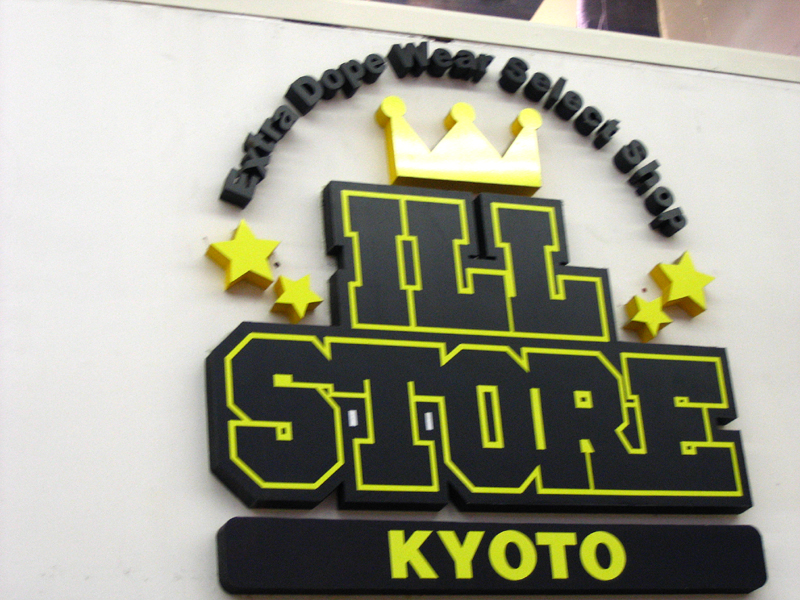
Letreiro de uma loja em Quioto ("Loja Doente").

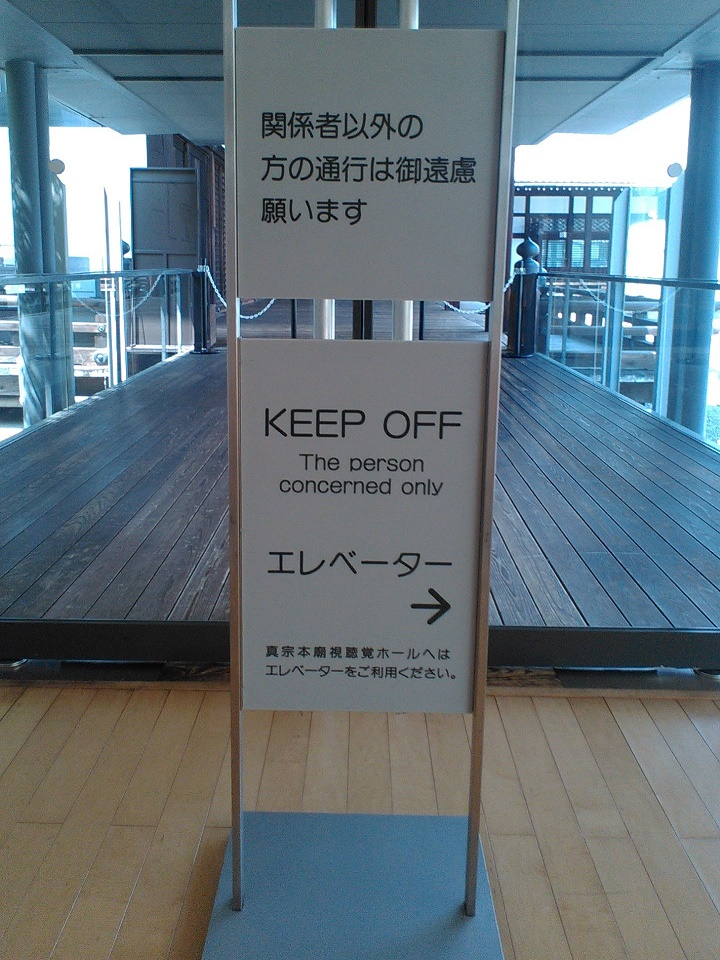
Uma placa de "Somente pessoas autorizadas" no templo Higashi Hongan-ji em Quioto, Japão, com os dizeres: "Fique longe, somente as pessoas preocupadas".

Engrish ( /ˈɪŋɡɹɪʃ/; em japonês:  イングリッシュ Ingurisshu, AFI: [iŋ.ɡɯ̟ᵝ.ɾ̠ʲiɕ.ɕɯ̥ᵝ]) é uma gíria para o uso indevido ou corrupção da língua inglesa por falantes nativos de línguas asiáticas. O próprio termo diz respeito a tendência dos falantes de japonês em substituir inadvertidamente os fonemas ingleses "R" e "L" um pelo outro, um processo conhecido como "Lallation", porque, ao contrário do inglês, o idioma japonês tem apenas uma consoante líquida (tradicionalmente romanizada com "R").
O termo pode se referir tanto ao inglês falado quanto ao escrito. No Japão, é comum adicionar textos em inglês a itens decorativos para fins estéticos e de moda. Tais textos são muitas vezes adicionados para denotar um ar cosmopolita, em vez de serem lidos por falantes fluentes de inglês, e por isso são frequentemente sem nexo e/ou gramaticalmente incorretos. Engrish pode ser encontrado em muitos lugares, incluindo placas, cardápios e propagandas. Termos como Japanglish ou Japlish, para o Japão, Konglish para a Coreia, e Chinglish para a China são versões mais específicas de Engrish.
O termo relacionado "wasei-eigo" refere-se a pseudo-anglicismos que entraram no cotidiano Japonês.?

## Raízes do fenômeno
Existem dois fatores que contribuem para o Engrish japonês. Em primeiro lugar, as duas línguas se diferenciam significativamente na ordem gramatical, incluindo a ordem de palavras na língua japonesa, sua frequente omissão de sujeitos, ausência de artigos, uma quase completa ausência de consoantes consecutivas, bem como as dificuldades em distinguir o som do /l/ e /r/, ou /θ/ e /s/, tudo isso contribui para problemas substanciais ao tentar utilizar o inglês padrão de forma eficaz. De fato, os japoneses tendem a pontuar mal nos testes internacionais de inglês.
Em segundo lugar, o inglês é frequentemente usado no Japão para fins estéticos e não necessariamente para fins funcionais;ou seja, para o consumo japonês, não para os falantes de inglês, e como uma forma de aparentar ser "inteligente, sofisticado e moderno", da mesma forma como o japonês e sistemas de escrita similares são utilizados na moda ocidental. De fato, afirma-se que em tal inglês decorativo "a maioria das vezes não há nenhuma intenção em tentar acertar, e nem a grande maioria da população japonesa sequer tenta ler o aspecto do design do inglês em questão. Há, portanto, menos ênfase na verificação ortográfica e na precisão gramatical."

## Outras supostas raízes
O inglês é ensinado em escolas japonesas com ênfase muito mais na escrita e na gramática do que na fala. A palavra escrita é ensinada usando Romaji (alfabeto latino); no entanto, a pronúncia correta das letras Romaji não são ensinadas. A palavra falada é ensinado usando o conjunto chamado Katakana. O Katakana é um silabário, como o Hiragana, mas é usado especificamente (inter alia) – analogamente a letras itálicas no latim – para indicar palavras estrangeiras (e não apenas do inglês, mas também do francês, português, alemão, etc). O conjunto Katakana é utilizado na vida diária em muitas palavras estrangeiras utilizadas no japonês ("Gairaigo").
As limitações do Katakana significam que os sons de "R" e "L" não são diferenciados; e, similarmente, os sons do "F" e "H" são expressos por apenas um caractere. Além disso, como o Katakana é composto de sílabas, não de letras individuais, não são normalmente incluídas vogais que devem ser ignoradas em palavras no inglês Katakana, mas acabam por serem frequentemente pronunciadas. Por outro lado, a importante diferenciação entre a pronúncia de letras soft e hard (pronúncia aberta ou fechada) da língua inglesa são ignoradas. Por exemplo, a palavra inglesa "start", usada quando nos referimos a uma corrida, é escrita em Katakana como スタート (su-tā-to). A natureza restrita do conjunto de sílabas Katakana é o que causa a pronúncia Engrish. A resposta para isso seria ensinar o inglês falado usando o alfabeto latino.
Muitos japoneses sabem escrever em inglês muito bem, mas não são muito confiantes na hora de falar devido a essa questão. Não é raro receber um e-mail perfeitamente bem estruturado em inglês de um japonês, apenas para descobrir que pessoalmente eles não tentam falar inglês, preferindo pedir desculpas por não conseguirem falar, somente escrever, em inglês.

## Na cultura popular

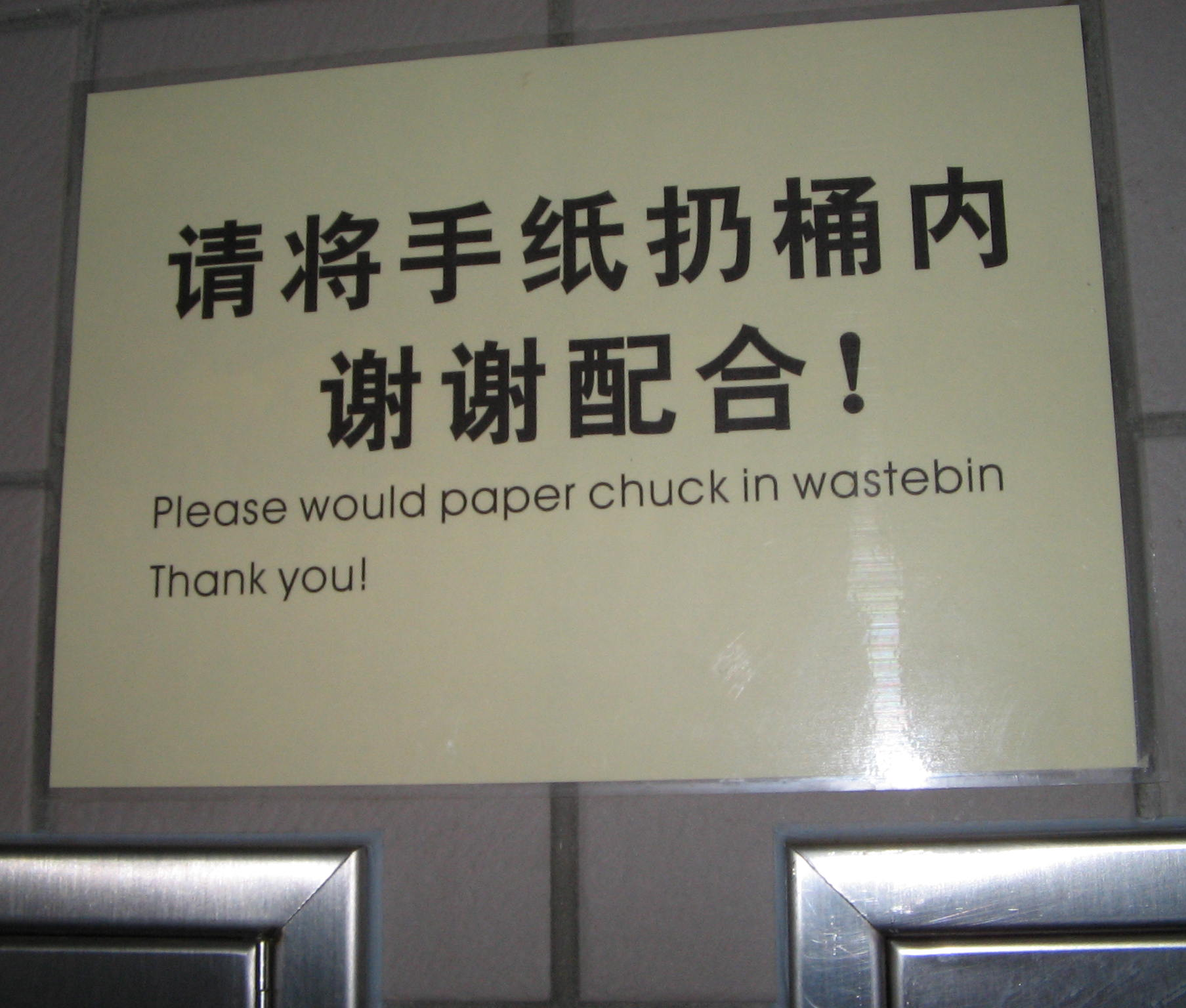
Placa em um banheiro que diz erroneamente "Por favor iria punhado de papel na lixeira, obrigado!".

Instâncias de Engrish, devido à má tradução foram frequentemente encontradas em muitos dos primeiros jogos eletrônicos produzidos no Japão, muitas vezes devido aos criadores não tendo (ou não querendo gastar) dinheiro suficiente para traduções apropriadas.
Um exemplo bem conhecido de Engrish na cultura pop é a tradução do jogo Zero Wing, que deu à luz o fenômeno "All your base are belong to us", se tornando um meme de Internet. Este fenômeno é parodiado em Mario & Luigi: Superstar Saga, em que o personagem Fawful fala Engrish e na versão em japonês de Mario & Luigi: Bowser's Inside Story Fawful também aparece como o principal antagonista e na mesma sub série o personagem Broque Monsieur também fala Engrish.
Engrish tem aparecido, ocasionalmente, no desenho animado de Trey Parker e Matt Stone, South Park, como a canção "Let's Fighting Love" ("Vamos Lutando o Amor"), usada no episódio "Good times with weapons", que parodia os temas de abertura mal traduzidos que, às vezes, aparecem em animes, e também no filme longa-metragem de Parker e Stone, Team America: World Police, onde o líder norte-coreano Kim Jong Il é retratado cantando a música "I'm so Ronery" ("Eu estou tão soritário").
A marca britânica de moda Superdry, em uma paródia inversa do fenômeno, estabeleceu um estilo de implementação de textos sem sentidos em japonês, tais como "Empresa de óculos de sol" e "certificado de membro" em roupas vendidas na Grã-Bretanha. A empresa explicou para uma equipe de televisão japonesa que a maioria das traduções são feitas usando programas simples de tradução automática tais qual o Babel Fish.
Em Monty python's Flying Circus, tem uma cena que parodia a série de drama Elizabeth R, onde retrataram o elenco pilotando scooters motorizadas e falando Engrish, mudando assim o título para "Erizabeth L".
Um tropo recorrente em mangás e animes é o uso da frase "Happy End" ("Fim Feliz"), onde deveria ser "Happy ending" ("Final feliz").